# Ralf Loose
Ralf Loose (ur. 5 stycznia 1963 w Dortmundzie) – niemiecki piłkarz występujący na pozycji obrońcy lub pomocnika. Obecnie trener piłkarski.

## Kariera klubowa
Loose zawodową karierę rozpoczynał w Borussii Dortmund. W Bundeslidze zadebiutował 12 grudnia 1981 w bezbramkowo zremisowanym meczu z VfL Bochum. 6 lutego 1982 w wygranym 2:1 spotkaniu z MSV Duisburg strzelił pierwszego gola w trakcie gry w Bundeslidze. W ciągu pięciu sezonów w barwach Borussii Loose rozegrał 120 ligowych spotkań i zdobył 11 bramek.
W 1986 roku Loose odszedł do drugoligowego Rot-Weiß Oberhausen. Pierwszy ligowy mecz zaliczył tam 26 lipca 1986 przeciwko Rot-Weiss Essen (2:0). W Oberhausen Loose spędził sezon 1986/1987. W tym czasie zagrał tam w 34 ligowych meczach i zdobył 3 bramki.
W 1987 roku trafił do spadkowicza z ekstraklasy – Fortuny Düsseldorf. Zadebiutował tam 22 lipca 1987 w zremisowanym 1:1 pojedynku z Rot-Weiss Essen. W sezonie 1988/1989 awansował z Fortuną do Bundesligi. W 1992 roku spadł z klubem do 2. Bundesligi, a rok później zakończył karierę.

## Kariera reprezentacyjna
W latach 1982–1983 Loose rozegrał 6 spotkań w reprezentacji Niemiec U-21.

## Kariera trenerska
Po zakończeniu kariery Loose został trenerem. W tej roli zadebiutował jako szkoleniowcem reprezentacji Liechtensteinu U-18, którą prowadził w latach 1996–1998. W lipcu 1998 został mianowany trenerem pierwszej reprezentacji Liechtensteinu. Tę funkcję pełnił przez 5 lat, do 2003 roku.
Przez cały sezon 2004/2005 trenował zespół Sportfreunde Siegen, grający w Regionallidze. Zajął z nim wówczas 2. miejsce w lidze i awansował do 2. Bundesligi. Potem został szkoleniowcem szwajcarskiego FC Sankt Gallen. Pracował tam do kwietnia 2006. Po zakończeniu sezonu 2005/2006 powrócił do Sportfreunde Siegen, które powróciło do Regionalligi.
Na początku sezonu 2007/2008 przeszedł do drugoligowego FC Augsburg. Trenował go do kwietnia 2008. Od tego czasu pozostaje bez klubu.